# Blåbær (plante)
Blåbær (Vaccinium myrtillus) er en 15-45 cm høj dværgbusk, der i Danmark vokser i nåleskove og på heder. Blåbær kan kendes på sine lysegrønne og kantede grene. De sorte bær er syrligt-søde og velsmagende (se blåbær).

## Beskrivelse
Blåbær er en lav, løvfældende dværgbusk med en opret og stærkt forgrenet vækstform. Skuddene er stive og kantede. Barken er vedblivende lysegrøn og hårløs, og den bærer spredtstillede, lysegrønne knopper.
Bladene er ægformede med savtakket rand. Begge bladsider er lysegrønne og hårløse. Blomstringen sker i maj-juni, hvor man kan finde de uanselige, grønlige eller lyserøde, krukkeformede blomster siddende enkeltvis fra bladhjørnerne. Frugterne er sorte bær med blådugget hud.
Rodnettet er meget fint og filtagtigt, og planten er helt afhængig af en symbiose med bestemte svampearter (ericoid mykorrhiza).
Højde x bredde og årlig tilvækst: 0,30 x 0,30 m (15 x 15 cm/år).

## Voksested
Blåbær er udbredt fra Lilleasien over Kaukasus til Centralasien, Sibirien, Japan og Nordamerika (inklusive Grønland) samt i det meste af Europa. Busken foretrækker sur og gerne en mere eller mindre næringsfattig jordbund i fuld sol eller let skygge. Derfor optræder den på opgivne marker og fugtige heder og i lyse løvskove.
I Danmark vokser den på mager bund i nåleskove og på heder. Den er almindelig på Bornholm og i Vest- og Nordjylland. I resten af landet er den sjælden.
Ved bredden af Ladogasøen i det nordvestlige Rusland findes arten i lyse skove, der har skovfyr som det dominerende træ, sammen med bl.a.Ene, Alm. Kohvede, Revling, Fåre-Svingel, Hede-Melbærris, Hedelyng, Mosebølle, Mose-Post, Nikkende flitteraks, Smalbladet Timian og Tyttebær.

## Note
1. ↑  WWF: Ladoga vegetation (engelsk)